# Madame Virot
Madame Virot, född 1826, död 1911, var en fransk modist. Hon nämns tillsammans med Caroline Reboux som en av de två mest bemärkta modisterna i Paris under andra hälften av 1800-talet, som influerade modeindustrin över sekelskiftet 1900.

## Biografi
Madame Virot var elev till Madame Laure och sedan Madame Alexandrine, som båda tillhörde de mest framgångsrika modisterna i Paris vid seklets mitt. Hon uppmärksammades av kejsarinnan Eugenie av Frankrike, och kom att bli dennas favoritmodist. 
Hon kunde därför år 1860 öppna sin egen ateljé på Rue de la Paix nr 12 vid Champs-Élysées.
Kejsarinnan gynnade olika modeskapare för olika delar av sin garderob. Charles Frederick Worth gjorde kejsarinnans aftonklänningar, Madame Laferrière förmiddagsklänningarna och Mademoiselle Félicie ytterplaggen, medan Félix Escalier var hennes frisör och Madame Virot och Madame Lebel skapade hennes hattar: samtliga bland de främsta modekreatörerna i Paris. 
Madame Virot blev en internationellt berömd designer och hade kunder i Frankrike, Storbritannien, Ryssland och USA. Under andra kejsardömet blev det vanligt för de kvinnor som ville vara mest modernt klädda att köpa sina klänningar hos Charles Frederick Worth och sina hattar hos Virot. Hon uppmärksammades även av samtida konstnärer, som ofta köpte hennes hattar för att avbilda sina modeller i dem; bland dessa fanns impressionisten Édouard Manet, som köpte en hatt till sin tavla av Jeanne Demarsy (1881).
Madame Virots hattar karaktäriserades av sin innovativa dekor, och var berömda för sin extravagans. Hon blev en förebild för andra modister, som försökte kopiera hennes verk, och en av den dåtida modeindustrins mest inflytelserika figurer. På 1880-talet hade hon blivit miljonär. Hennes son Paul Virot och butikschef Berthe Raymond öppnade också en kedja hattbutiker tillsammans.